# Seven minutes in the Warsaw ghetto
|  | Denne artikel er oprettet af botten PalnaBot ud fra en ekstern database. Den kan derfor have sproglige fejl eller mangler. Denne skabelon kan fjernes efter kontrol af indholdet. |

Seven minutes in the Warsaw ghetto er en dukkefilm instrueret af Johan Oettinger efter manuskript af Richard Raskin.

## Handling
Warszawa, 1942. Den otteårige dreng, Samek bor med sin mor og sin bedstemor i en lejlighed i ghettoen. Han leger i gården, og gennem et hul i muren ind til ghettoen får han øje på en gulerod, der ligger på fortovet lige på den anden side. Han forsøger at trække guleroden igennem hullet med et stykke ståltråd, uden at være klar over, at to SS soldater på vagt iagttager meget nøje, hvad han har gang i.